# Stadtgeschichtliches Museum (Wolgast)

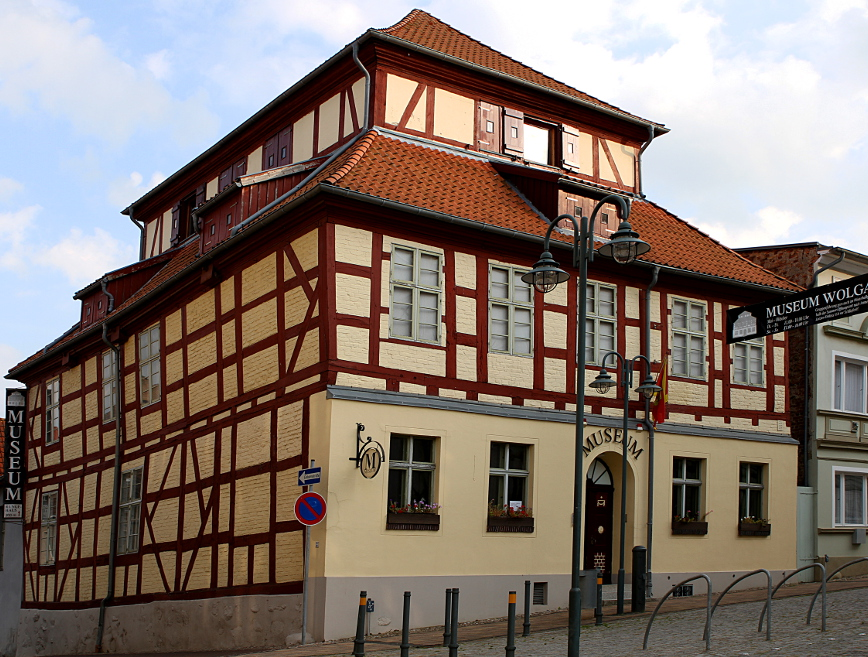
Stadtgeschichtliches Museum Wolgast

Das Stadtgeschichtliche Museum, wegen des Aussehens des Gebäudes auch als Kaffeemühle bezeichnet, beschäftigt sich mit der Darstellung der Geschichte der vorpommerschen Stadt Wolgast vom 8. Jahrhundert bis zur Gegenwart. Das Museum befindet sich in einem ehemaligen Getreidespeicher am Wolgaster Rathausplatz, Ecke Schusterstraße.

## Geschichte
Bei dem Fachwerkspeicher mit holländischer Dachkonstruktion, der 1660 erbaut wurde, handelt es sich um den ältesten Profanbau der Stadt. Nach der Niederbrennung der Stadt 1713 während des Großen Nordischen Krieges durch russische Truppen gehörte der Speicher zu den drei erhalten gebliebenen Gebäuden.
1840 wurde das Gebäude zu einem Restaurant umgebaut. Im Anbau wurde ein Tanzsaal eingerichtet. Unter dem Namen „Goldene Traube“ existierte die Gaststätte bis nach dem Zweiten Weltkrieg. Anschließend diente das Haus als Flüchtlingsunterkunft.
Im Jahr 1955 wurde im Gebäude eine Heimatstube eingerichtet, der bis 1975 drei Räume zur Verfügung standen. 1976 musste das inzwischen stark baufällig gewordene Haus geschlossen werden. 1982 erfolgte eine Sanierung des Gebäudes und die Einrichtung des Stadtgeschichtlichen Museums in zwei Geschossen. Seit der Instandsetzung der beiden Dachgeschosse 1995 umfasst es circa 700 m² Ausstellungsfläche.
Themen der Ausstellungen sind die Zeit der Herzöge von Pommern-Wolgast, die ihren Sitz auf dem ehemaligen Wolgaster Schloss hatten, die Schwedenzeit sowie Handel, Schiffbau und Industrie im Wolgast des 19. und 20. Jahrhunderts. Weiterhin können Volkskunstexponate, ein Schulzimmer sowie ein Kaufmannsladen aus dem Jahr 1920 besichtigt werden. Die „Kaffeemühle“ beherbergt derzeit die weltgrößte Sammlung an  Pommerschen Fischerteppichen.
Zu den Museen der Stadt Wolgast gehören außerdem das Rungehaus, das Fährschiff Stralsund sowie die Gertrudenkapelle.